# جيما غاريت
جيما غاريت (بالإنجليزية: Gemma Garrett)‏ هي عارضة بريطانية، ولدت في 25 سبتمبر 1981 في بلفاست في المملكة المتحدة.

## وصلات خارجية
- الموقع الرسمي